# Adam Sachs

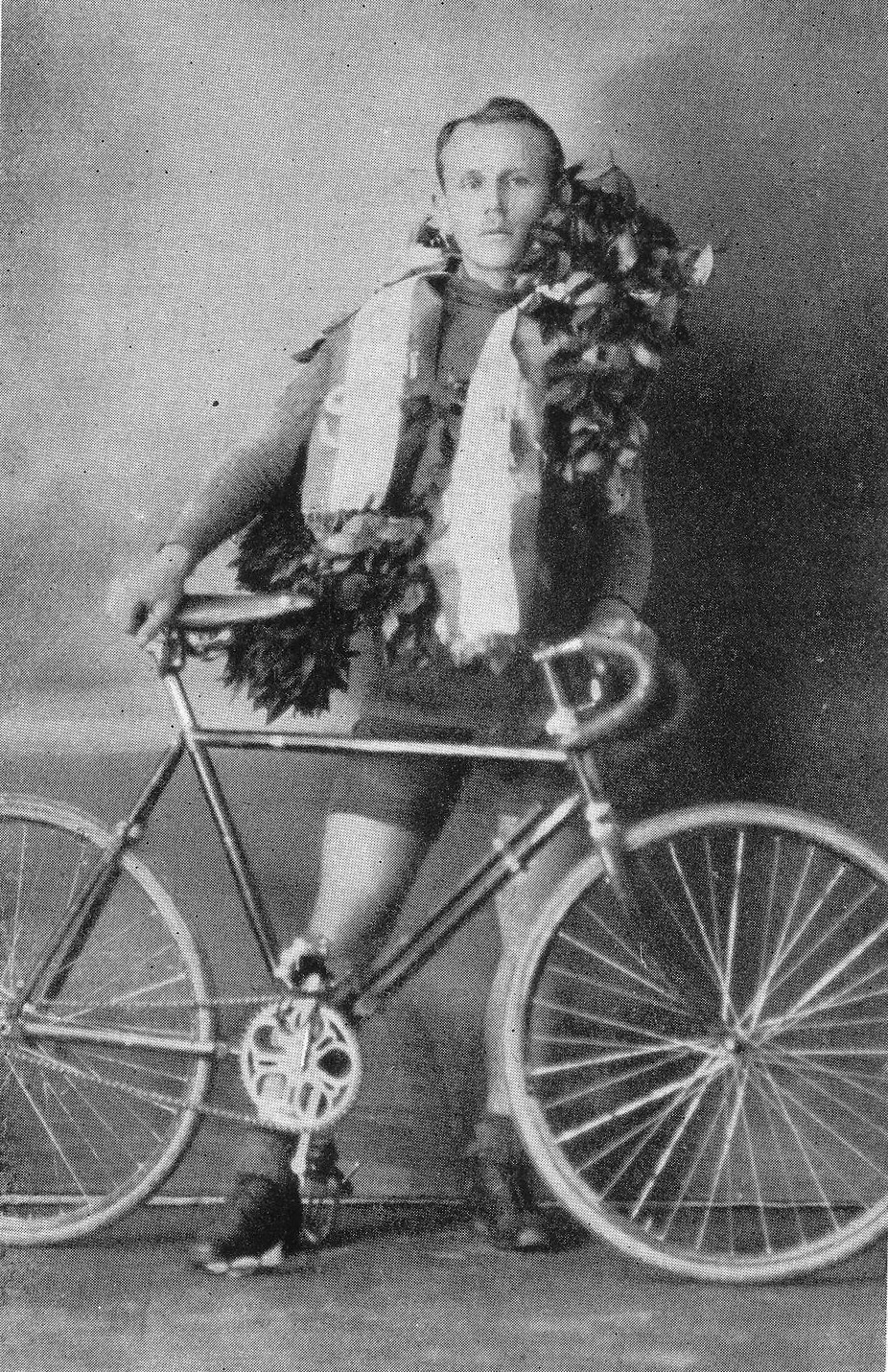
Adam Sachs

Adam Sachs (* 16. Februar 1895 in Würzburg; † unbekannt) war ein deutscher Radrennfahrer.
Adam Sachs war einer der hervorragenden deutschen Amateur-Rennfahrer nach dem Ersten Weltkrieg. 1920 gewann er Rund um Spessart und Rhön, Rund um Köln, den Großen Straßenpreis vom Rhein und Rund um Frankfurt, das er 1921 nochmals gewinnen konnte. Ebenfalls 1921 gewann er mit Karl Pfister das Bahnrennen Silberner Adler von Köln. Dreimal – 1920, 1921 und 1924 – wurde er mit der Mannschaft des RV 1889 Schweinfurt deutscher Meister im Mannschaftszeitfahren.
Adam Sachs war nicht verwandt mit der Industriellen-Familie Sachs, arbeitete allerdings als Mechaniker in deren Firma Fichtel & Sachs. Über seinen weiteren Werdegang ist nichts bekannt.